# Franco Tricerri
Franco Tricerri (Vercelli, 1947 – Xian, 6 giugno 1994) è stato un matematico italiano.

## Biografia
Laureatosi in Matematica all'Università degli Studi di Torino nel 1970, vinse un concorso a cattedra nel 1980, presso il Politecnico di Torino. Nel 1986, si trasferì all'Università degli Studi di Firenze, insegnando Geometria alla Facoltà di Scienze.
La sua principale area di ricerca fu la geometria differenziale, pubblicando molti validi lavori sui gruppi di trasformazioni, in teoria degli spazi omogenei e simmetrici, sulle varietà riemanniane, in geometria analitica complessa.
Morì prematuramente in un incidente aereo occorso in Cina – dove si trovava per tenere dei corsi di lezioni all'Università di Nanning (della regione del Guangxi) – mentre si recava, assieme alla moglie Giuseppina Guazzone (insegnante di lettere), ed ai loro due figli, Francesca, di 10 anni, ed Alberto, di nove, in visita ad alcuni monumenti di Xian.
Alla sua memoria, è stato istituito il Premio Tricerri.

## Alcuni lavori
- "Flat almost Hermitian manifolds which are not Kähler manifolds" (with L. Vanhecke), Tensor (Journal of the Tensor Society of Japan), 31 (3) (1977) pp. 249-254.
- "An example of a 6-dimensional flat almost Hermitian manifold" (with L. Vanhecke), Colloquium Mathematicum, 50 (1978) pp. 111-117.
- "Decomposition of a space of curvature tensors on a quaternionic Kähler manifold and spectrum theory" (with L. Vanhecke), Simon Stevin. The Bulletin of the Belgian Mathematical Society, 53 (1-2) (1979) pp. 163-173.
- "Curvature tensors on almost Hermitian manifolds" (with L. Vanhecke), Transactions of the American Mathematical Society, 267 (1981) pp. 365-398.

## Opere principali
- Homogeneous Structures on Riemannian Manifolds (with L. Vanhecke), London Mathematical Society Lecture Notes Series 83, Cambridge University Press, Cambridge (UK), 1983.
- Geometria e algebra lineare (con Franco Fava), Levrotto & Bella, Torino, 1987.
- Advances in Differential Geometry and Topology (Edited by), World Scientific Publishing Company, Singapore, 1990.
- Geometric Topology. Recent Developments (Edited with P. de Bartolomeis), Lecture Notes in Mathematics LNM 1504, Springer-Verlag, Berlin & Heidelberg, 1991.
- Proceedings of the Workshop on Differential Geometry and Topology (Edited with R. Caddeo), World Scientific Publishing Company, Singapore, 1993.
- Generalized Heisenberg Groups and Damek-Ricci Harmonic Spaces (with J. Berndt and L. Vanhecke), Lecture Notes in Mathematics LNM 1598, Springer-Verlag, Berlin & Heidelberg, 1995.
- Manifolds and Geometry. Pisa, 1993 (Edited with P. de Bartolomeis and E. Vesentini), Symposia Mathematica XXXVI, Cambridge University Press, Cambridge (UK), 1996.